# Arcidiocesi di Niterói

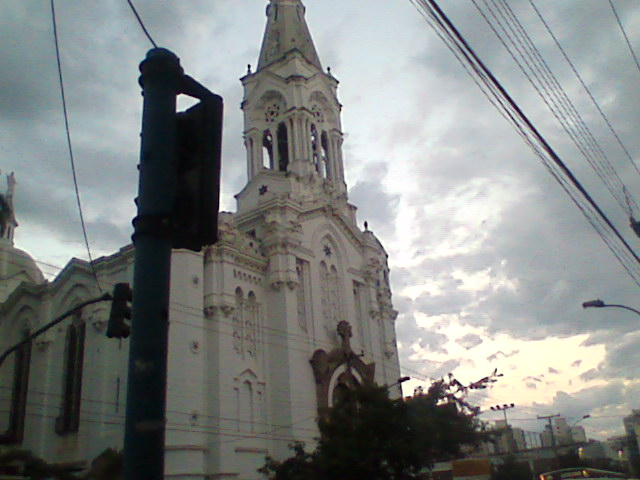
La basilica minore di Nostra Signora Ausiliatrice di Niterói.

L'arcidiocesi di Niterói (in latino: Archidioecesis Nictheroyensis) è una sede metropolitana della Chiesa cattolica in Brasile. Nel 2021 contava 1.353.270 battezzati su 2.515.800 abitanti. È retta dall'arcivescovo José Francisco Rezende Dias.

## Territorio
L'arcidiocesi comprende 14 comuni dello stato brasiliano di Rio de Janeiro: Niterói, Araruama, Armação dos Búzios, Arraial do Cabo, Cabo Frio, Iguaba Grande, Itaboraí, Maricá, Rio Bonito, São Gonçalo, São Pedro da Aldeia, Saquarema, Silva Jardim e Tanguá.
Sede arcivescovile è la città di Niterói, dove si trova la cattedrale di San Giovanni Battista. Nella stessa città sorge anche la basilica minore di Nostra Signora Ausiliatrice.
Il territorio si estende su 4.728 km² ed è suddiviso in 78 parrocchie, raggruppate in 6 vicariati: Alcantara, Lagos, Niterói, Oceanico, Rural e São Gonçalo.

### Provincia ecclesiastica
La Provincia ecclesiastica di Niterói, istituita nel 1960, comprende 3 suffraganee:
- diocesi di Campos,
- diocesi di Nova Friburgo,
- diocesi di Petrópolis.

## Storia
La diocesi di Niterói fu eretta il 27 aprile 1892 con la bolla Ad universas di papa Leone XIII, ricavandone il territorio dalla diocesi di Rio de Janeiro, che nel contempo fu elevata al rango di arcidiocesi metropolitana. La diocesi di Niterói era originariamente suffraganea della stessa arcidiocesi di Rio de Janeiro.
Nel 1894 la residenza episcopale fu trasferita a Nova Friburgo. Ma l'11 febbraio 1895 fu nuovamente trasferita pro tempore a Campos per effetto del decreto Constituta della Sacra Congregazione Concistoriale, dove fu elevata a cattedrale la chiesa di San Francesco della Penitenza.
Il 15 novembre dello stesso anno cedette una porzione del suo territorio a vantaggio dell'erezione della diocesi di Espírito Santo (oggi arcidiocesi di Vitória).
Il 6 luglio 1897 per effetto del decreto Ad Sanctissimum della Sacra Congregazione Concistoriale la diocesi si ampliò, incorporando un'altra porzione del territorio dell'arcidiocesi di Rio de Janeiro, che includeva le città di Santo Antônio de Carangola (oggi Porciúncula) e Petrópolis, la sede vescovile e la chiesa cattedrale furono traslate a Petrópolis. La sede vescovile rimase a Petrópolis fino al 25 febbraio 1908, quando per effetto del decreto Decreto Consistoriali della stessa Congregazione Concistoriale la sede vescovile fu riportata a Niterói.
Successivamente cedette altre porzioni del suo territorio a vantaggio dell'erezione di nuove diocesi e precisamente: le diocesi di Barra do Piraí (oggi diocesi di Barra do Piraí-Volta Redonda) e di Campos il 4 dicembre 1922; la diocesi di Petrópolis il 13 aprile 1946.
Il 21 novembre 1953 è stato istituito il capitolo della cattedrale in virtù della bolla Sancta mater Ecclesia di papa Pio XII.
Il 26 marzo 1960 ha ceduto un'ulteriore porzione di territorio a vantaggio dell'erezione della diocesi di Nova Friburgo e contestualmente è stata elevata al rango di arcidiocesi metropolitana con la bolla Quandoquidem verbis di papa Giovanni XXIII.

## Cronotassi dei vescovi
Si omettono i periodi di sede vacante non superiori ai 2 anni o non storicamente accertati.
- Francisco do Rego Maia † (12 settembre 1893 - 27 novembre 1901 nominato vescovo di Belém do Pará)
- João Francisco Braga † (9 aprile 1902 - 27 ottobre 1907 nominato vescovo di Curitiba)
- Agostinho Francisco Benassi † (20 marzo 1908 - 26 gennaio 1927 deceduto)
- José Pereira Alves † (27 gennaio 1928 - 21 dicembre 1947 deceduto)
- José da Matha de Andrade y Amaral † (20 marzo 1948 - 7 novembre 1954 deceduto)
- Carlos Gouvêa Coelho † (14 dicembre 1954 - 23 aprile 1960 nominato arcivescovo di Olinda e Recife)
- Antônio de Almeida Moraes Junior † (23 aprile 1960 - 19 aprile 1979 ritirato)
- José Gonçalves da Costa, C.SS.R. † (19 aprile 1979 succeduto - 9 maggio 1990 ritirato)
- Carlos Alberto Etchandy Gimeno Navarro † (9 maggio 1990 - 2 febbraio 2003 deceduto)
- Alano Maria Pena, O.P. (24 settembre 2003 - 30 novembre 2011 ritirato)
- José Francisco Rezende Dias, dal 30 novembre 2011

## Statistiche
L'arcidiocesi nel 2021 su una popolazione di 2.515.800 persone contava 1.353.270 battezzati, corrispondenti al 53,8% del totale.
| anno | popolazione | popolazione | popolazione | presbiteri | presbiteri | presbiteri | presbiteri                | diaconi | religiosi | religiosi | parrocchie |
| anno | battezzati  | totale      | %           | numero     | secolari   | regolari   | battezzati per presbitero | diaconi | uomini    | donne     | parrocchie |
| ---- | ----------- | ----------- | ----------- | ---------- | ---------- | ---------- | ------------------------- | ------- | --------- | --------- | ---------- |
| 1966 | 854.080     | 954.080     | 89,5        | 106        | 69         | 37         | 8.057                     |         | 42        | 81        | 33         |
| 1970 | 970.000     | 979.080     | 99,1        | 90         | 54         | 36         | 10.777                    |         | 48        | 208       | 42         |
| 1976 | 1.080.020   | 1.233.020   | 87,6        | 86         | 54         | 32         | 12.558                    |         | 37        | 273       | 47         |
| 1980 | 1.418.000   | 1.546.000   | 91,7        | 96         | 55         | 41         | 14.770                    |         | 55        | 190       | 53         |
| 1990 | 1.803.000   | 1.963.000   | 91,8        | 114        | 54         | 60         | 15.815                    |         | 76        | 227       | 57         |
| 1999 | 1.639.779   | 1.906.730   | 86,0        | 108        | 62         | 46         | 15.183                    |         | 61        | 222       | 57         |
| 2000 | 1.639.779   | 1.906.730   | 86,0        | 112        | 67         | 45         | 14.640                    |         | 60        | 216       | 57         |
| 2001 | 1.798.175   | 2.090.902   | 86,0        | 112        | 66         | 46         | 16.055                    | 17      | 60        | 211       | 57         |
| 2002 | 1.798.175   | 2.094.288   | 85,9        | 109        | 67         | 42         | 16.497                    | 17      | 56        | 207       | 58         |
| 2003 | 1.798.175   | 2.094.288   | 85,9        | 100        | 58         | 42         | 17.981                    | 17      | 55        | 207       | 58         |
| 2004 | 1.277.516   | 2.094.288   | 61,0        | 110        | 69         | 41         | 11.613                    | 17      | 55        | 195       | 58         |
| 2013 | 1.218.000   | 2.265.000   | 53,8        | 147        | 100        | 47         | 8.285                     | 63      | 55        | 202       | 76         |
| 2016 | 1.249.000   | 2.322.000   | 53,8        | 152        | 113        | 39         | 8.217                     | 80      | 45        | 191       | 78         |
| 2019 | 1.279.170   | 2.378.050   | 53,8        | 141        | 109        | 32         | 9.072                     | 90      | 37        | 179       | 78         |
| 2021 | 1.353.270   | 2.515.800   | 53,8        | 141        | 103        | 38         | 9.597                     | 89      | 43        | 183       | 78         |